# Bakachol
Bakachol (nep. बाकाचोल) – gaun wikas samiti we wschodniej części Nepalu w strefie Sagarmatha w dystrykcie Khotang. Według nepalskiego spisu powszechnego z 2001 roku liczył on 674 gospodarstw domowych i 3412 mieszkańców (1773 kobiet i 1639 mężczyzn).